# Ron Lewin
Denis Ronald Lewin, detto Ron (Edmonton, 21 giugno 1920 – Cockermouth, 24 settembre 1985), è stato un allenatore di calcio e calciatore inglese, di ruolo difensore.

## Carriera

### Giocatore

#### Club
Lewin vestì la maglia del Bradford City, del Fulham, del Gillingham e del Chatham Town.

### Allenatore
Dal 1956 al 1957, fu commissario tecnico della Norvegia. Guidò poi Cheltenham Town, Wellington Town, Walsall, KR Reykjavík e Þróttur.

## Palmarès

### Giocatore

#### Competizioni nazionali
- Second Division: 1

Fulham: 1948-1949